# لوكا ماتي
لوكا ماتي (بالإيطالية: Luca Mattei)‏ هو لاعب كرة قدم إيطالي في مركز الوسط، وُلِدَ في 10 نوفمبر 1964 في ليفورنو في إيطاليا. لعب مع فيورنتينا ونادي أودينيزي ونادي بيزا ونادي فاريسي ونادي كومو.